# Windows 2000
Windows 2000 (також має назву Win2k, W2k) — це операційна система сімейства Windows NT корпорації Майкрософт, яка призначена для роботи на комп'ютерах з 32-бітними процесорами, перша у сімействі яка не має у назві "NT".

## Історія розробки

### Бета версії
- Перша бета-версія була випущена 23 вересня 1997 року під кодовим ім'ям Windows NT 5.0[4].
- Друга бета-версія була випущена 20 серпня 1998 року[5], а вже 27 жовтня 1998 року майбутня система отримала назву Windows 2000[6].
- Третя і остання бета версія була випущена 29 квітня 1999 року.

### Фінальний випуск
- 15 грудня 1999 року було розпочато виготовлення встановочних носіїв (RTM, випуск у виробництво) з Windows 2000[7].
- 19 січня 2000 року Windows 2000 була випущена на платформі MSDN[5].
- 17 лютого 2000 року система була випущена у публічний простір[7].

## Нововведення у порівнянні з попередніми системами
Деякими з найістотніших поліпшень в Windows 2000 в порівнянні з Windows NT 4.0 є:
- Підтримка служби каталогів Active Directory. Серверна частина Active Directory поставляється з виданнями Server, Advanced Server і Datacenter Server, тоді як повну підтримку служби на стороні клієнта здійснює видання Professional.
- Служби IIS версії 5.0. В порівнянні з IIS 4.0 ця версія включає, окрім іншого, версію 3.0 систем вебсервера-програмування ASP.
- Файлова система NTFS версії 3.0 (також звана NTFS 5.0 за внутрішньою версією Windows 2000 — NT 5.0). У цій версії NTFS вперше з'явилася підтримка квот, тобто обмежень на максимальний розмір файлів, що зберігаються, для кожного користувача.
- Оновлений призначений для користувача інтерфейс, що містить Active Desktop на основі Internet Explorer версії 5 і подібний, таким чином, інтерфейсу Windows 98.
- Мовна інтеграція: попередні версії Windows випускалися в трьох варіантах — для європейських мов (однобайтні символи, лист лише зліва направо), для далекосхідних мов (багатобайтові символи) і для близькосхідних мов (лист справа наліво з контекстними варіантами букв). Windows 2000 об'єднує ці можливості; всі її локалізовані версії зроблені на єдиній основі.

## Редакції
Windows 2000 випускалася у чотирьох виданнях: Professional, Server, Advanced Server, Datacenter Server, до 2005 року було випущено 4 пакети оновлення (Service Pack).

## Безпека
Windows 2000 є захищенішою системою в порівнянні з сімейством 9x. Попри появу сучасніших ОС, Windows 2000 деякий час надалі залишався досить потужною і досконалою системою. Випуск критично важливих оновлень безпеки даної системи корпорація Microsoft продовжувала до 2011 р.

### Уразливість у RPC
За відсутності оновлень, небезпеку для системи являють мережеві черв'яки, що використовують уразливість в сервісі RPC (Віддалений виклик процедур). Експлуатуючи цю уразливість мережевий хробак заражає систему без участі користувача, пошти й так далі — просто досить того, що комп'ютер з цією системою підключений до локальної мережі із зараженими комп'ютерами або Інтернет. Нова уразливість в RPC була виявлена наприкінці 2008 року й отримала позначення Ms08-067, вона була закрита відповідним патчем.

## Підтримка
Microsoft закінчила основну підтримку усіх редакцій Windows 2000 30 червня 2005 року, а розширену підтримку 13 липня 2010 року.

## Системні вимоги
- До 2 (4 у Server, 8 у Advanced Server, 32 у Datacenter Server) процесорів тактовою частотою від 133 МГц
- Від 32 МБ (рекомендовано 128 МБ) і до 4 ГБ ОЗП (8 ГБ у Advanced Server і 32 ГБ у Datacenter Server на PAE системах)
- 1 Гб вільного місця на жорсткому диску
- CD-ROM дисковод для встановлення системи